# Królowa Zimy
Królowa Zimy (tyt. oryg. The Snow Queen) – powieść fantastycznonaukowa z elementami fantasy amerykańskiej pisarki Joan D. Vinge. Powieść ukazała się w 1980 r., polskie wydanie, w tłumaczeniu Janusza Pultyna, wydało wydawnictwo Phantom Press w 1993 r. w serii Fantasy & SF. Powieść otrzymała nagrody Hugo i Locusa w 1981 r.
Książka jest pierwszą częścią cyklu Królowe. W Polsce ukazała się jeszcze powieść Królowa lata (w dwóch częściach: Królowa Lata: Zmiana i Królowa Lata: Powrót, Phantom Press 1993), oprócz tego Vinge opublikowała nowelę World’s End (1984) i trzecią powieść Tangled Up In Blue (2000).

## Fabuła
Wyspiarska planeta Tiamat jest rządzona przez technokratyczną Hegemonię z planety Kharemough. Planeta jest źródłem wielkiego bogactwa – wody życia, wyciągu z krwi morskich zwierząt merów, której spożywanie daje nieśmiertelność. Na planecie są tylko dwie pory roku, lato i zima trwające po ok. 150 ziemskich lat. Latem planetą rządzą konserwatywni i zabobonni Letniacy, zaś zimą postępowi i współpracujący z Hegemonią Zimacy. Gdy nadchodzi czas zmiany ustępująca Królowa zimy nie chce poddać się losowi i rytualnej śmierci. Jej plan zakłada, że przetrwa w osobach klonów, które urodzą kobiety Letniaków.